# Joelle Franzmann
Joelle Franzmann, née le 29 décembre 1978 à Idar-Oberstein (Allemagne), est une triathlète allemande, double championne d'Allemagne de triathlon. 

## Palmarès
Le tableau présente les résultats les plus significatifs (podium) obtenus sur le circuit national et international de triathlon depuis 1997,.
| Année | Compétition                                         | Pays        | Position          | Temps           |
| ----- | --------------------------------------------------- | ----------- | ----------------- | --------------- |
| 2008  | Londres Triathlon                                   | Royaume-Uni | Médaille d'argent | 1 h 59 min 24 s |
| 2006  | Coupe du monde de triathlon - Classement Général    |             | Médaille d'argent |                 |
| 2006  | Coupe du monde de triathlon - étape de Tiszaújváros | Hongrie     | Médaille d'or     | 1 h 55 min 41 s |
| 2006  | Coupe du monde de triathlon - étape d'Aqaba         | Jordanie    | Médaille d'argent | 2 h 0 min 47 s  |
| 2006  | Coupe du monde de triathlon - étape de Cancún       | Mexique     | Médaille d'argent | 2 h 2 min 2 s   |
| 2006  | Coupe du monde de triathlon - étape de Doha         | Qatar       | Médaille d'argent | 1 h 59 min 48 s |
| 2005  | Championnats d'Allemagne de triathlon               | Allemagne   | Médaille d'or     | Timing          |
| 2004  | Championnats d'Allemagne de triathlon               | Allemagne   | Médaille d'argent | Timing          |
| 2003  | Championnats d'Allemagne de triathlon               | Allemagne   | Médaille d'argent | Timing          |
| 2002  | Coupe d'Europe de triathlon - étape de Palerme      | Italie      | Médaille d'or     | 2 h 7 min 20 s  |
| 2001  | Championnats d'Allemagne de triathlon               | Allemagne   | Médaille d'argent | Timing          |
| 2000  | Championnats d'Allemagne de triathlon               | Allemagne   | Médaille d'or     | Timing          |
| 1998  | Championnats d'Allemagne de triathlon               | Allemagne   | Médaille d'argent | Timing          |
| 1997  | Championnats d'Allemagne de triathlon               | Allemagne   | Médaille d'argent | Timing          |